# Taunusstein
Taunusstein est une ville de Hesse (Allemagne), située dans l'Arrondissement de Rheingau-Taunus, dans le district de Darmstadt.
Elle est jumelée avec la ville d'Herblay dans le Val-d'Oise.

## Historique
- 22 avril 1797 : bataille de Neuhoff[1]

## Personnalités liées à la ville
- Emil Erlenmeyer (1825-1909), chimiste né à Wehen.